# Folwarki Małe
Folwarki Małe – wieś w Polsce położona w województwie podlaskim, w powiecie białostockim, w gminie Zabłudów.
Wieś magnacka hrabstwa zabłudowskiego położona była w końcu XVIII wieku  w powiecie grodzieńskim województwa trockiego. W latach 1975–1998 miejscowość administracyjnie należała do województwa białostockiego.
Wierni kościoła rzymskokatolickiego należą do parafii św. Apostołów Piotra i Pawła w Zabłudowie.
Wieś w 2011 roku zamieszkiwało 160 osób.

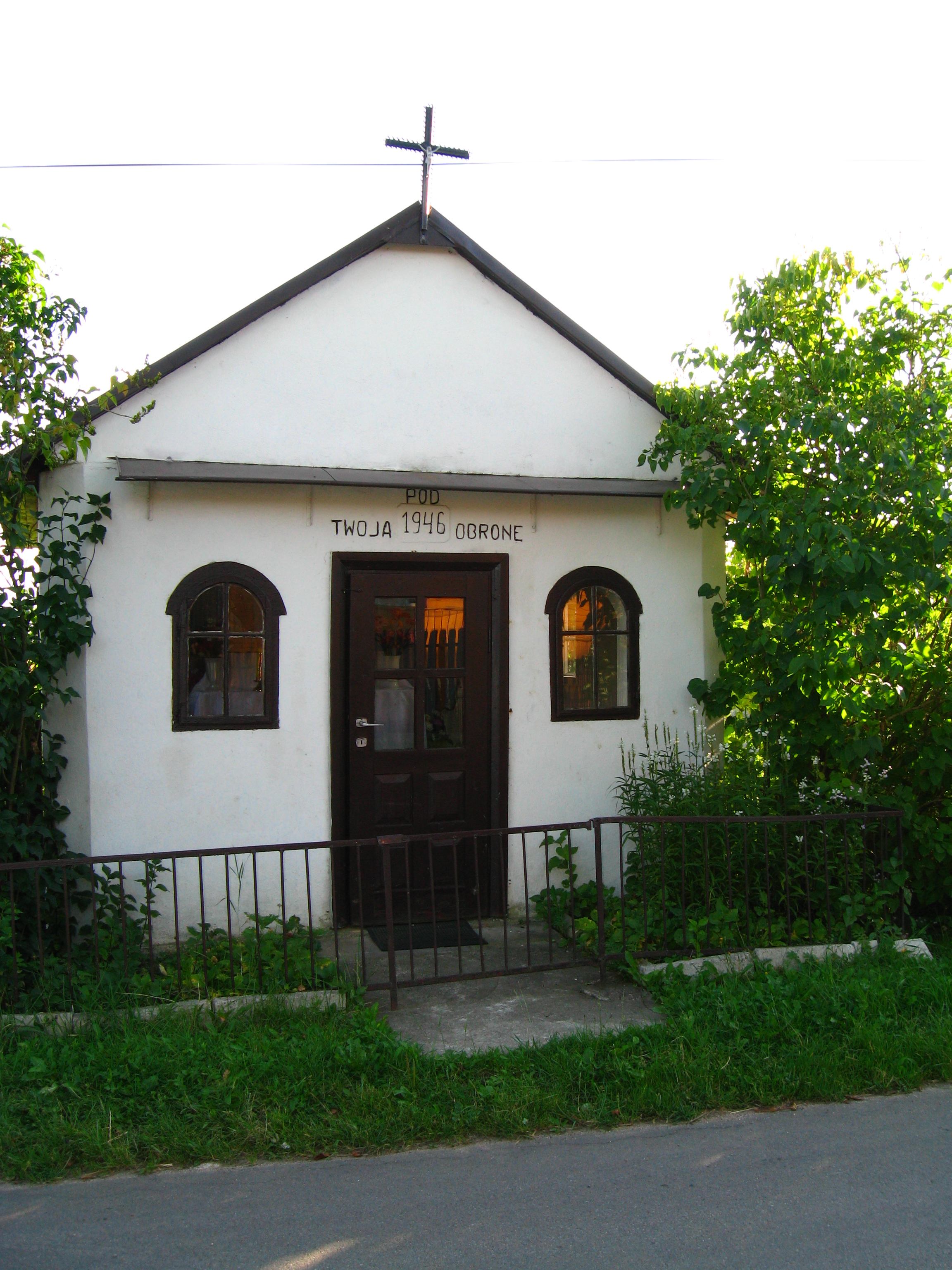
Kaplica katolicka